# Katalog brodova
Katalog brodova (grč. νεῶν κατάλογος, neōn katalogos) predstavlja jedan od odeljaka u Homerovoj ilijadi (stihovi II, 494–759), u kojem su popisani odredi ahejske vojske koja se okupila u Aulidi spremajući se da isplovi prema Troji. U tom su popisu navedena imena vođa svakog odreda, zatim imena gradova iz kojih dolaze vojnici, ponekad uz neki opisni epitet koji dopunjuje stih ili povezuje ime vođe, njegovo poreklo i mesto rođenja, kao i broj lađa kojima je svaki odred krenuo u trojanski rat, čime se uvodi dodatni kriterijum značaja svakog kontingenta, odnosno grada iz koga potiče. Sličan katalog grčkih snaga nalazi se i u Pseudo-Apolodorovoj Biblioteci, koji se ne poklapa u svemu Homerovim spiskom.

## Literatura
- Anderson, J. K. (1995), „The Geometric Catalogue of Ships”,  Ур.: Carter; Morris, The Ages of Homer, Austin: University of Texas Press
- Bowra, Maurice (1993). A review of F. Jacoby, "Die Einschaltung des Schiffkatalogs in die Ilias". The Classical Review. no. 47.5. Текст „ ISBN ” игнорисан (помоћ)
- Crossett, John (1969). The Art of Homer's Catalogue of Ships. The Classical Review. no. 64.5. Текст „ ISBN ” игнорисан (помоћ)
- Luce, J. V. (1975). Homer and the Homeric Age. Harper & Row. ISBN 978-0-06-012722-0.
- Maretić, Tomo (1961). Homerova "Ilijada". Zagreb: Matica hrvatska.
- Minton, W. W. (1962). Invocation and Catalogue in Hesiod and Homer. TAPhA. no. 93. Текст „ ISBN ” игнорисан (помоћ)
- Page, D. L. (1959). History and the Homeric Iliad. Berkeley: University of California Press. Текст „ ISBN ” игнорисан (помоћ)
- Reece, Steve (2009). Homer's winged words. Brill. Текст „ ISBN ” игнорисан (помоћ)
- Visser, Edzard (1997). Homers Katalog der Schiffe. Teubner. Текст „ ISBN ” игнорисан (помоћ)